# Пелин (вино)
„Пелин“ е ароматизирано българско вино, произведено по специална технология.
Действителното му алкохолно съдържание може да бъде по-ниско от 14,5 обемни процента, а захарното му съдържание е не по-малко от 45 грама на литър. Специфичните вкусови и ароматни характеристики на виното „пелин“ се дължат изключително на добавянето на билки от рода пелин. Вината от типа на българския „пелин“ са известни още от древността. Те са използвани за укрепване на организма и подпомагане на храносмилането, а по-късно добиват популярност с лекотата, с която се пият. В България е популярна търговската марка „Осмарски пелин“. Пелинът се консумира охладен, като аперитив или с ароматни ястия и сирена.

## Видове „пелин“
Ароматизирано вино „Пелин“ може да се произвежда в 2 разновидности:
1. „обикновен пелин“ – с характерно ароматизиране, придобито от прибавяне на настойка от 12 билки, като делът на билките от рода „пелин“ (artemisia absinthium) е не по-малък от 20 на сто тегловно, а останалите билки се прибавят в различно съотношение; и
2. „наложен пелин“ – чрез добавяне на прясно грозде от разрешени или препоръчани сортове лози и пресни плодове от ябълки и дюли и необходимите билки.

Ароматизирано вино „пелин“ може да се приготви от червени или бели сортове грозде. Някои български производители предлагат на пазара и „газиран пелин“.